# Витебский зоопарк
Витебский зоопарк (Культурно-просветительное коммунальное унитарное предприятие "Витебский зоологический парк") — третий по величине из зоопарков Белоруссии. Расположен в Витебске.
Витебский зоологический парк был основан 30 марта 1992 года на базе существовавшего в городе театра зверей. Первоначально звери размещались на заднем дворе здания (сейчас здесь Витебская духовная семинария) на улице Комиссара Крылова, 7. Через несколько лет зоопарку отдали сад, расположенный в центре города по адресу на улице Я. Купалы, 17.
Сейчас в зоопарке содержатся 76 видов животных, всего более 1 тысячи особей.